# Тулеј-Кампени (Валча)
Тулеј-Кампени (рум. Tulei-Câmpeni) насеље је у Румунији у округу Валча у општини Голешти. Oпштина се налази на надморској висини од 375 m.

## Становништво
Према подацима из 2002. године у насељу је живело 111 становника, од којих су сви румунске националности.